# Antarchaea cataplexis
Antarchaea cataplexis là một loài bướm đêm trong họ Noctuidae.